# كأس الأبطال الفرنسي 1999
كأس الأبطال الفرنسي 1999 (بالفرنسية: 1999 Trophée des Champions)‏ مباراة جمعت بين جيروندان بوردو و‌نانت في 24 يوليو 1999 على ملعب يونيكورن في مدينة أميان، وفاز بها نانت بنتيجة 1–0.

## وصلات خارجية
- باللغة الفرنسية